# Irará
Irará là một đô thị thuộc bang Bahia, Brasil. Đô thị này có diện tích 239,659 km², dân số năm 2007 là 25469 người, mật độ 106,27 người/km².